# St Wenn
St Wenn – wieś w Anglii, w Kornwalii. Leży 61 km na północny wschód od miasta Penzance i 353 km na zachód od Londynu.